# Johan Jakob Tikkanen

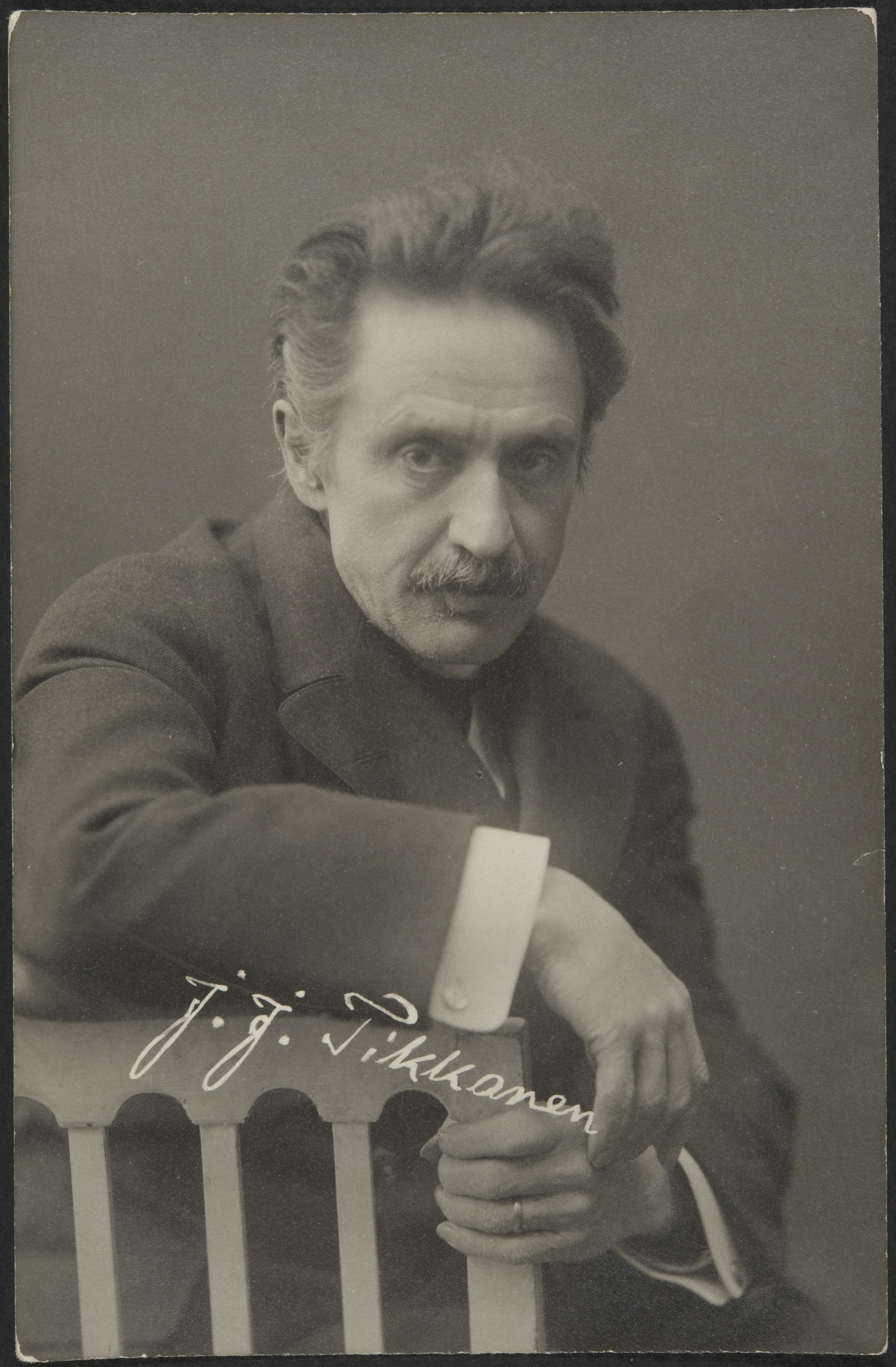
J. J. Tikkanen

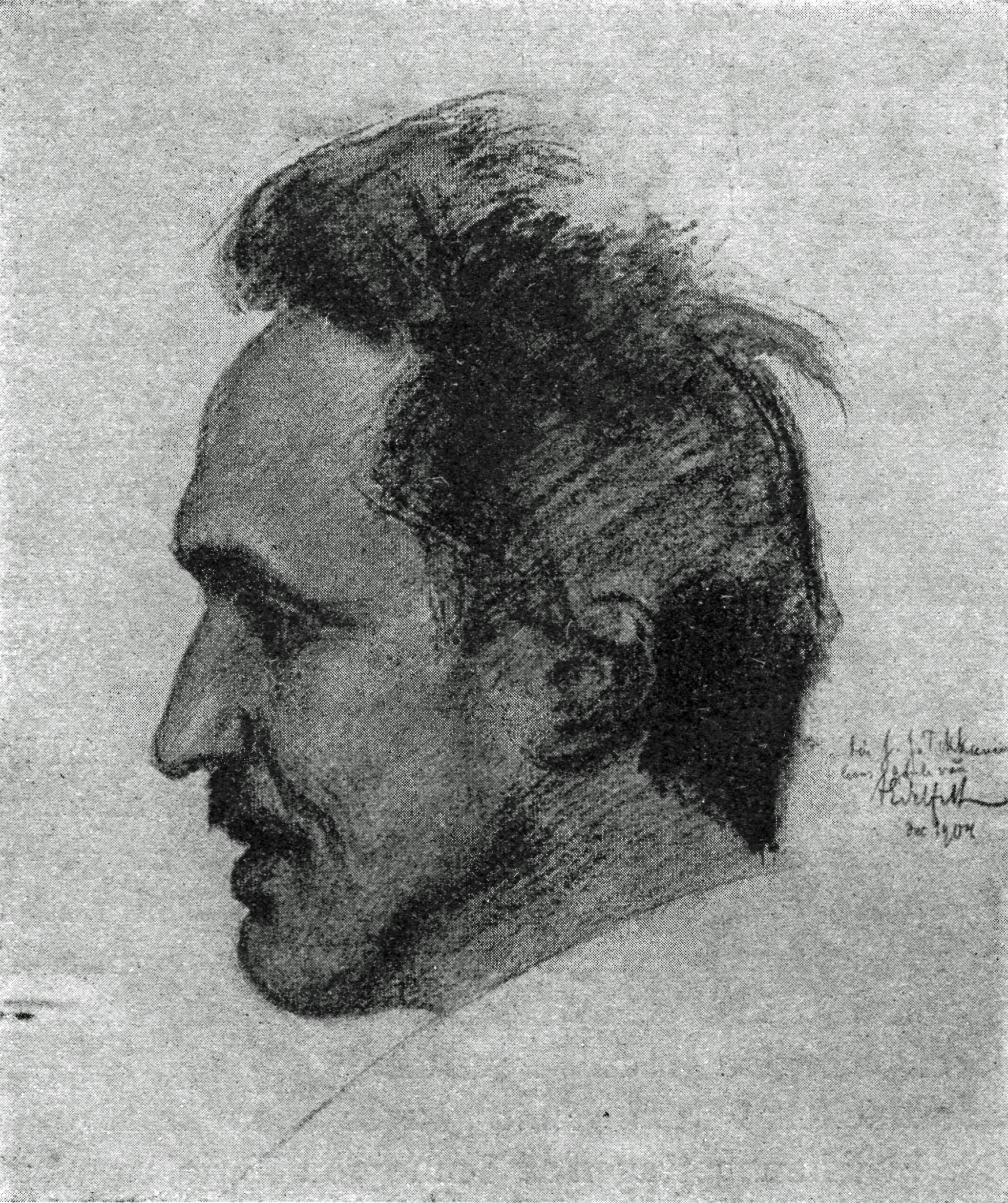
Porträtstudie von Albert Edelfelt, 1904

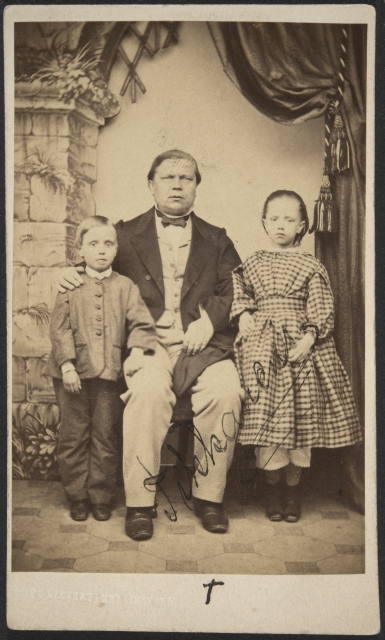
Vater Paavo Tikkanen mit J. J. und Johanna Tikkanen, um 1863

Johan Jakob Tikkanen (* 7. Dezember 1857 in Helsinki; † 20. Juni 1930 ebenda) war ein finnischer Kunsthistoriker.

## Leben
Johann Jakob Tikkanen war der Sohn von Paul Tikkanan (1823–1873) und Helena Maria Tengström (1829–1875). Sein Vater war ein nationalistisch gesinnter Journalist und Mitbegründer der Zeitung Suometar und Schriftsteller, sein Großvater mütterlicherseits war der Universitätsprofessor für Philosophie Johann Jakob Tengström (1787–1858), seine jüngere Schwester Johanna (1856–1936), später verheiratete Schybergson, war eine Erfinderin. Nach dem frühen Tod der Eltern lebte er bei den Verwandten der Mutter, in deren Haushalt Schwedisch, die Sprache der gebildeten Klasse in Finnland zu der Zeit, gesprochen wurde. Zunächst an Botanik interessiert, wandte er sich durch den Einfluss des Nordisten und Kunsthistorikers Carl Gustaf Estlander der Kunstgeschichte zu.
Er erhielt 1880 seinen Magister-Abschluss in Kunstgeschichte, der in Berlin lebende Kunstgeschichtsprofessor Eduard Dobbert beriet ihn zu Beginn seiner Karriere. Tikkanen studierte in Deutschland ab 1880 an der Kunstakademie München Kunstgeschichte bei Moritz Carrière und Zeichenkunst. Er promovierte 1884 an der Universität Helsinki mit einer Dissertation über Giotto und entwickelte sich zu einem Kenner der italienischen Renaissance und der mittelalterlichen Handschriften. Im selben Jahr wurde er zum Dozenten (Außerordentlicher Professor) für Ästhetik und Kunstgeschichte an der Universität Helsinki ernannt, wobei er ausschließlich auf Schwedisch Vorträge hielt, ab 1907 unterrichtete er auch in Finnisch. Bis 1905 gab er daneben auch Zeichenunterricht an der Privaten Mädchenschule in Helsinki.
Von 1885 bis 1889 unternahm er mehrere Europareisen, von denen er Notizen und Zeichnungen mitbrachte. Dabei gelangen ihm wichtige kunsthistorische Entdeckungen, so etwa 1889 die Feststellung des Zusammenhangs der Mosaiken in der Vorhalle von San Marco in Venedig und den Illustrationen der Cotton-Genesis, eines griechischen Manuskripts aus dem 5. Jahrhundert. In der Vatikanischen Bibliothek entdeckte er ein illustriertes Manuskript des Johannes Klimakos (Codex Vaticanus Graecus 1754), das er 1893 publizierte.
1920 wurde er der erste Lehrstuhlinhaber des nach Hjalmar Linder benannten Lehrstuhls für Kunstgeschichte in Finnland, 1926 wurde er emeritiert. Zu seinen bekannteren Schülern zählen Tancred Borenius, Onni Okkonen und Osvald Sirén.

## Schriften (Auswahl)
Siehe das vollständige Schriftenverzeichnis Johanna Vakkari: J. J. Tikkanens Publications (Digitalisat).
Deutsch:
- Der malerische Styl Giotto’s. Versuch zu einer Charakteristik desselben. Väitöskirja, Helsingfors 1884 (= Dissertation, archive.org).
- Die Genesismosaiken von S. Marco in Venedig und ihr Verhältniss zu den Miniaturen der Cottonbibel. Nebst einer Untersuchung über den Ursprung der mittelalterlichen Genesisdarstellung besonders in der byzantinischen und italienischen Kunst. Societas scientiarum Fennica, Helsingfors 1889 (archive.org).
- Eine illustrierte Klimax-Handschrift der Vatikanischen Bibliothek (= Acta Societatis scientiarum Fennicae. Band 19, 2). Societas scientiarum Fennicae, Helsingfors 1893.
- Die Psalterillustration in Mittelalter. 3 Teile. Helsingfors 1895–1903.
  - 1: Die Psalterillustration in der Kunstgeschichte. 1895 (archive.org).
  - 2: Byzantinische Psalterillustration; der mönchisch-theologischen Redaktion verwandte Handschriften; die aristokratische Psaltergruppe; einzelne Psalterhandschriften. 1897.
  - 3: Die byzantinische Psalterillustration: Der Utrecht–Psalter (= Acta Societatis scientiarum Fennicae. Band 31, 5). Finska Vetenskapssocieteten, Helsingfors 1903.
- Finnische Textilornamentik. 2 Bände. Duncker & Humblot, Leipzig 1901.
- Die dekorative Kunst in Finnland. In: Dekorative Kunst. Illustrierte Zeitschrift für angewandte Kunst. Band 4, 1903, OCLC 604498974, S. 121–156.
- Die Kunst in Finland. Gesellschaft für vervielfältigende Kunst, Wien 1906.
- Verzeichnis der Kunstsammlungen im Athenäum. Helsingfors 1912.
- Die Beinstellungen in der Kunstgeschichte. Ein Beitrag zur Geschichte der künstlerischen Motive (= Acta Societatis scientiarum Fennicae. Band 42, 1). Finska Vetenskapssocieteten, Helsingfors 1913.
- Studien über den Ausdruck in der Kunst. Teil 1: Zwei Gebärden mit dem Zeigefinger (= Acta Societatis scientiarum Fennicae. Band 43, 2). Finska Vetenskapssocieteten, Helsingfors 1913, OCLC 901903476, S. 1–107.
- Die moderne bildende Kunst in Finnland. Statsrådet, Helsingfors 1925.
  - Modern art in Finland / L'art moderne en Finlande. Statsrådet, Helsingfors 1926.
- Studien über die Farbengebung in der mittelalterlichen Buchmalerei (= Commentationes humanarum litterarum. Band 5, 1). Nach dem Manuskript des Verfassers herausgegeben von Tancred Borenius. Societas scientiarum Fennica, Helsingfors 1933.

Tikkanen schrieb auch Artikel für die Bände 1, 3–8, 10–12 und 20 des Allgemeinen Lexikons der Bildenden Künstler von der Antike bis zur Gegenwart.
Schwedisch, Finnisch:
- Anteckningar från sommaren 1874. (= Frenckellska tryckeri aktiebolagets presentboksserie Band 8). Helsingfors 1955.
- Om wäxternas utbredning. (= Pennibibliotek för swenske allmogen i Finland utgifwet af nyländingar. Band 34). Edlund, Helsingfors 1879.
- Venedig och dess konst. Otava 1891.
- Finska konstföreningen 1846–1896. G. W. Edlund, Helsingfors 1896.
- Keskiaikaisen taiteen luonne. Tekijä, Helsinki 1907.
- Kuvaamataiteet uudemmalla ajalla: Pääpiirteittäin. Otava 1910.
- Tizian. Schildt, Borgå 1916.
- Madonnabildens historia och den kristna konstuppfattningen. Lilius & Hertzberg, Helsingfors 1916.
- Katalog öfver konstsamlingarna i Ateneum. Konstsamlingarna i Ateneum, Helsingfors 1911, lisäpainos 1914, uusi painos 1920.
- Ateneumin taidekokoelmien luettelo. Helsinki 1911; uusi painos toim. Torsten Stjernschantz 1920.
- Konsthistoria: Måleri och skulptur från fornkristna tider till våra dagar. Soderström, Helsingfors 1925.
- Taidehistoria: Maalaus ja kuvanveisto muinaiskristillisistä ajoista meidän päiviimme. Ilmari Ahman suomentama. Otava 1927.